# Hiệp sĩ thế kỉ 21
Hiệp sĩ thế kỉ 21 (21エモン "21 Emon") là một trong những tác phẩm của Fujiko F. Fujio. Phim được phát sóng lần đầu trên TV Asahi bắt đầu từ ngày 2 tháng 5 năm 1991 và kết thúc vào ngày 26 tháng 3 năm 1992, phim gồm 39 tập, độ dài mỗi tập là 25 phút

## Kịch bản
- Okeza Akira
- Motohira Ryo

## Phân vai
| Nhân vật | Diễn viên lồng tiếng |
| -------- | -------------------- |
| Monga    | Ohtani Ikue          |
| Rigel    | Mashiba Mari         |
| Luna     | Yumi Touma           |
| Nữ hoàng | Tsuru Hiromi         |
| Onabe    | Kimotsuki Kaneta     |
| Mẹ       | Matsuhima Minori     |
| Gonsuke  | Tatsuta Naoki        |
| Nữ sinh  | Mizuhara Rin         |
| Nữ sinh  | Hoyashi Tamao        |
| Sukanre  | Geda Tessho          |
| 20 Emon  | Naka Yousuke         |

## Sản xuất
- Asatsu
- Shin-Ei Animation
- TV Asahi

## Âm nhạc
- Bài hát mở đầu:

"Ooi! Kurumaya-san" của Ninja
- Bài hát kết thúc:

1. 1: "21 Seiki No Koibito (21世紀の恋人) của Tanimura Yumi
2. 2: "Beethoven Da Ne Rock'n'Roll" của TENTEN